# Heinz Kröll
Heinz Kröll (* 24. April 1919 in Köln; † 3. Oktober 1999 in Wiesbaden) war ein deutscher Romanist und Lusitanist.

## Leben und Werk
Kröll war von 1944 bis 1951 Lektor für Deutsch in Coimbra und lernte dort den 1947 berufenen Max Leopold Wagner kennen, der ihn wissenschaftlich prägte. Kröll promovierte 1951 in Heidelberg bei Harri Meier mit der Arbeit Onomasiologische Beiträge zur portugiesischen Volks- und Umgangssprache und war von 1953 bis 1968 Lektor für Französisch und Portugiesisch in Mainz. Dort habilitierte er sich 1966 bei Edmund Schramm mit Die Ortsadverbien im Portugiesischen (Wiesbaden 1968) und wurde 1970 ordentlicher Professor für Romanische Sprachwissenschaft.

## Weitere Werke
- Designações portuguesas par „embriaguez“, Coimbra 1955 (auch in: Revista portuguesa de filologia 5–7)
- Portugiesisch, Bonn 1965
- O eufemismo e o disfemismo no Português moderno, Lisboa 1984
- (Hrsg.) Max Leopold Wagner, Sondersprachen der Romania, 4 Bde., Stuttgart 1990